# L'Anse aux Meadows

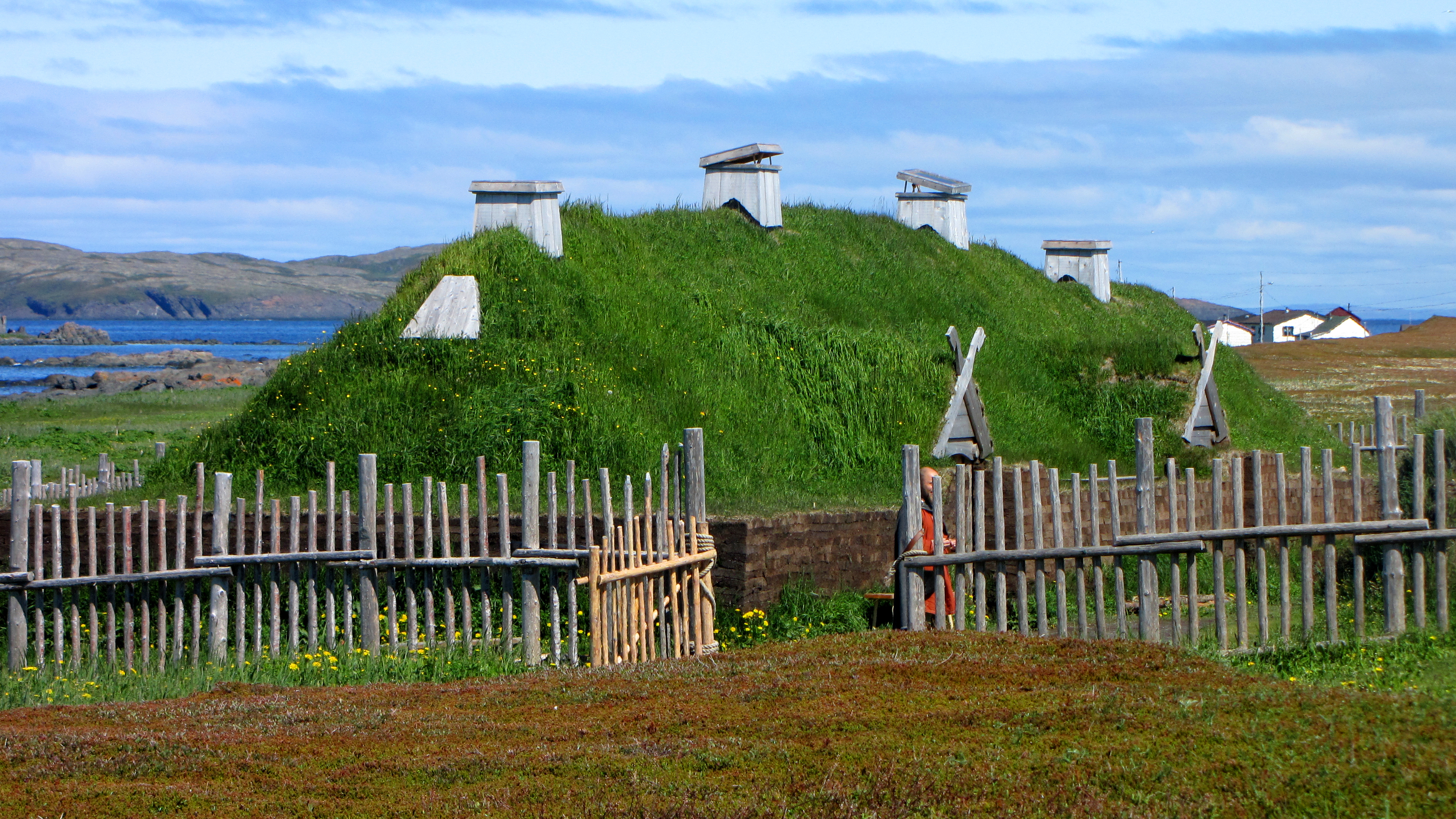
Una casa comunal nórdica recreada, L'Anse aux Meadows, Isla de Terranova, Canadá.

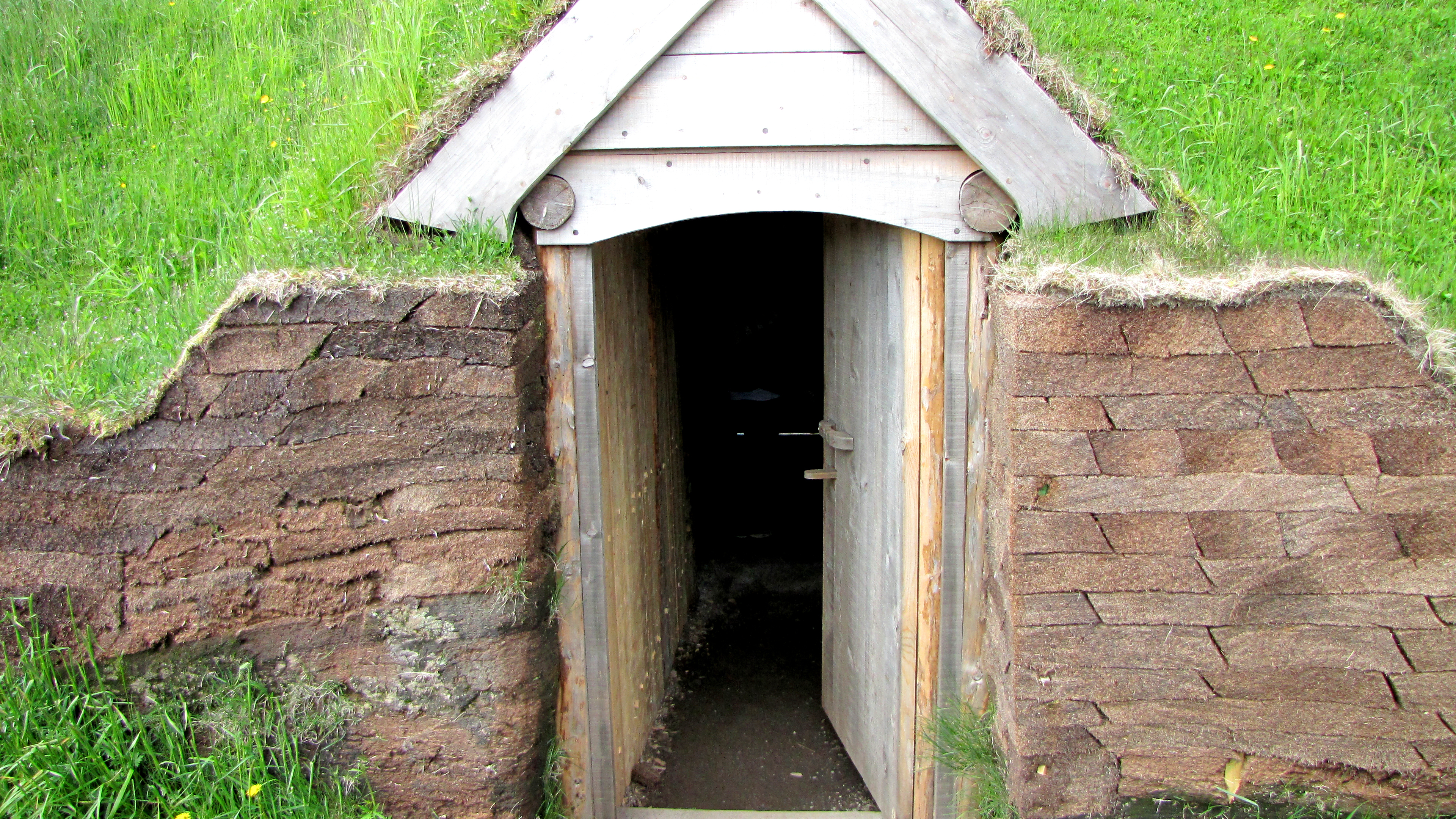
Reconstrucción de la entrada de una de las casas vikingas en el Sitio Histórico Nacional de L'Anse aux Meadows.

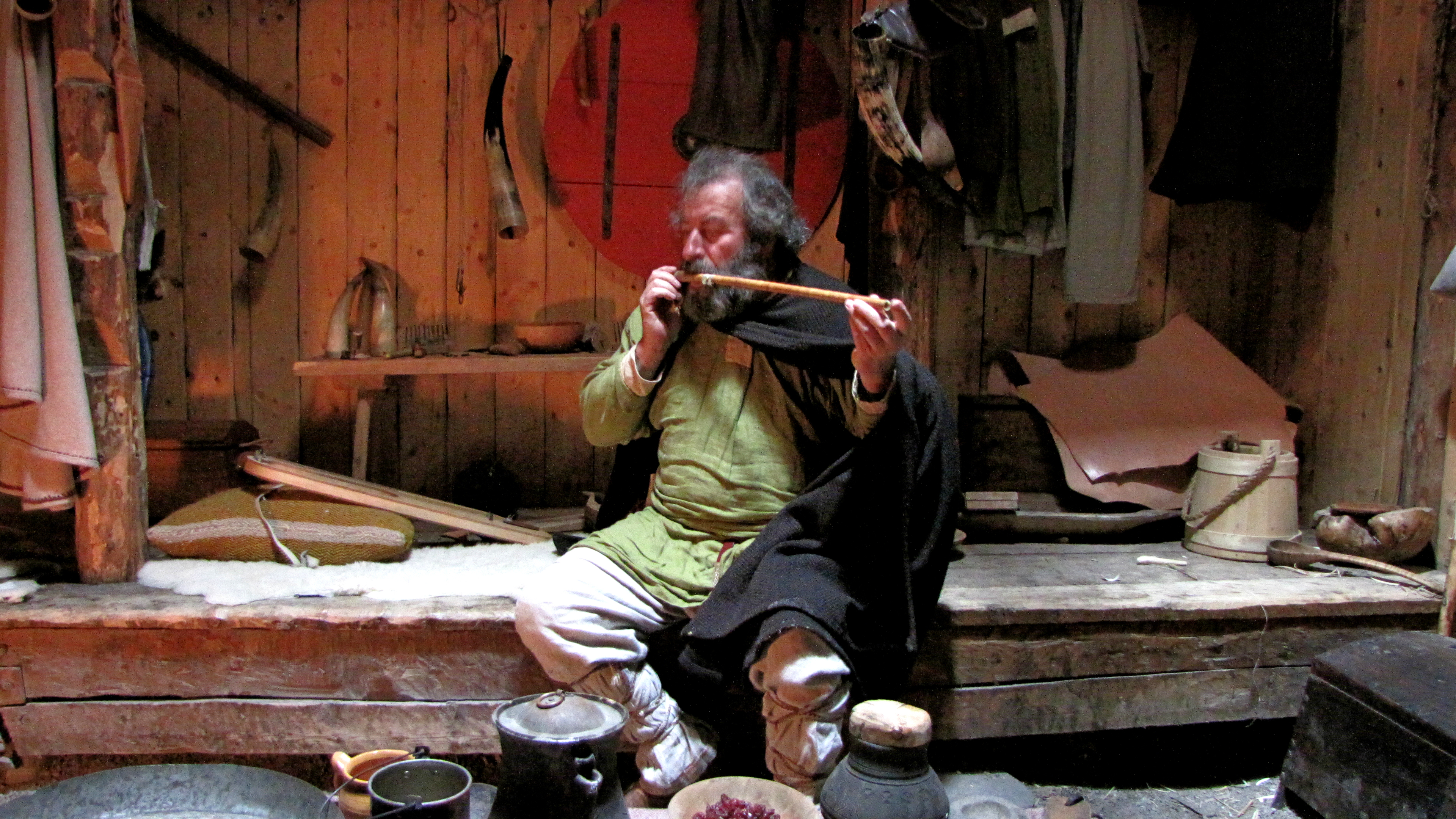
Recreación del interior de una casa comunal de césped nórdica, al norte del sitio arqueológico.

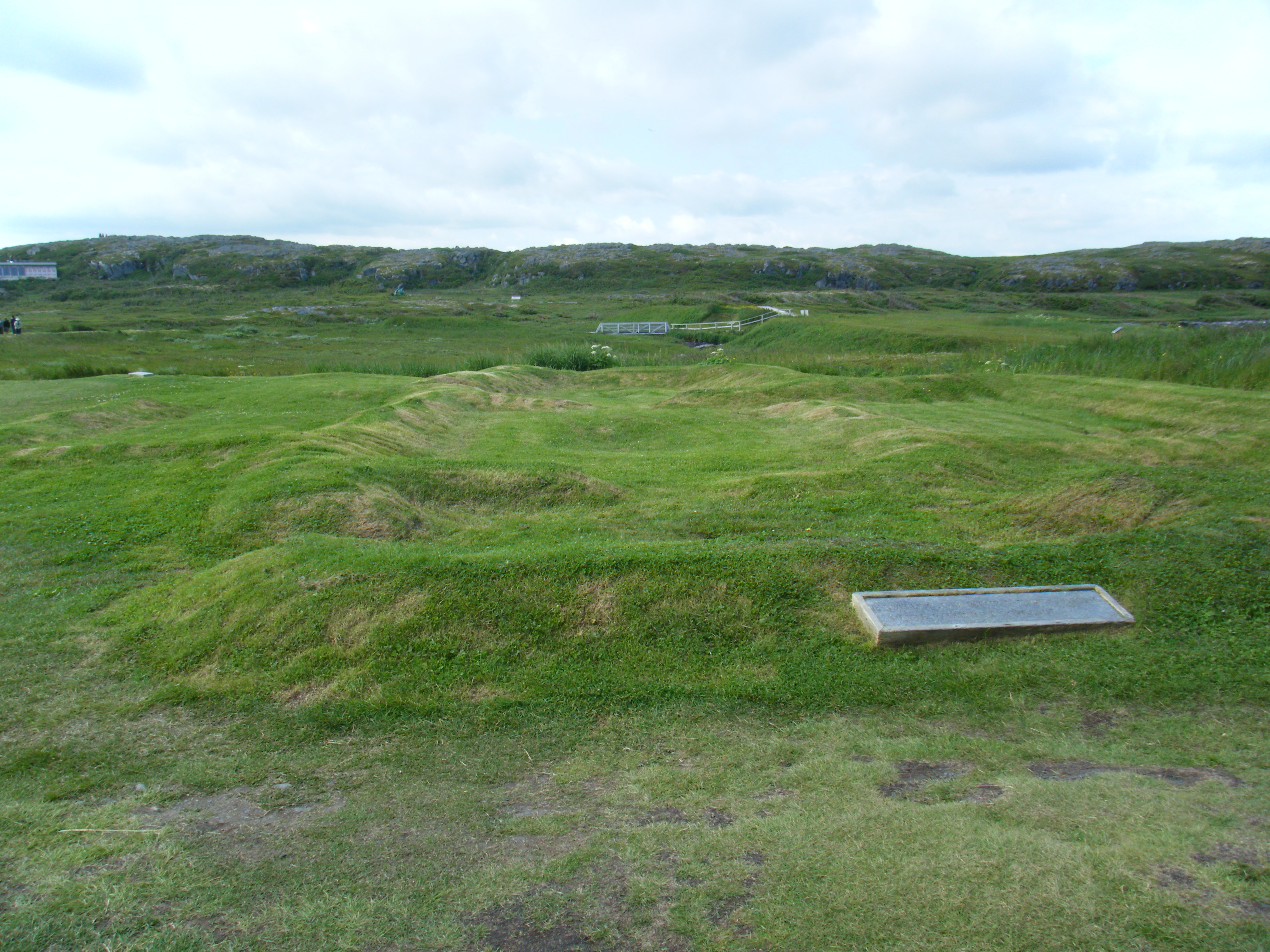
Los restos de edificios nórdicos en exhibición. Los restos de siete edificios nórdicos fueron descubiertos durante la excavación del sitio.

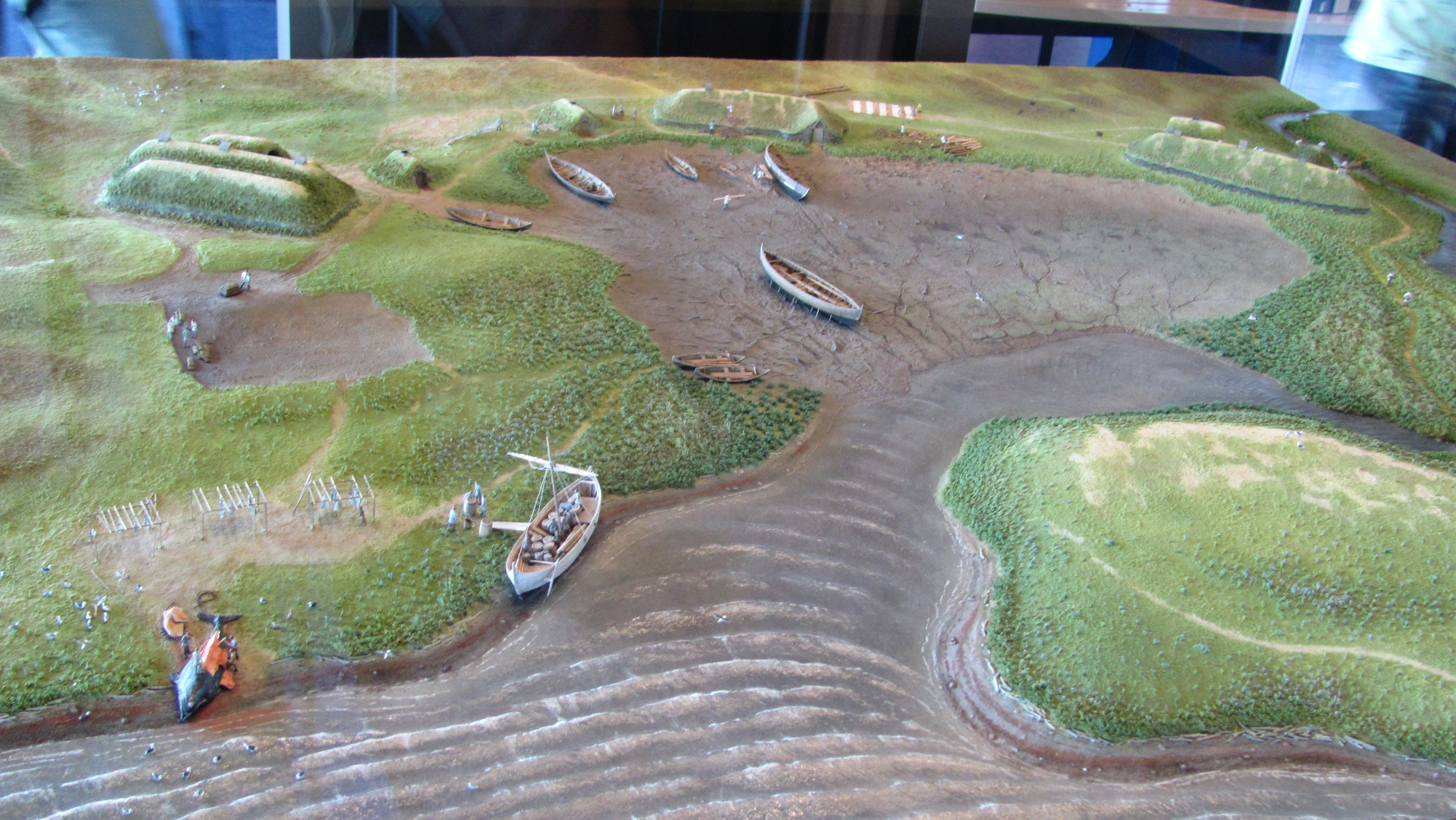
Un modelo que representa el asentamiento nórdico establecido en L'Anse aux Meadows.

L'Anse aux Meadows (en francés L'Anse-aux-Méduses, en español La ensenada de las medusas) es un sitio arqueológico situado en la punta septentrional de la isla de Terranova, en la provincia canadiense de Terranova y Labrador, correspondiente a un asentamiento nórdico de hace aproximadamente 1000 años (la datación de carbono oscila entre el año 990 y el 1050).
En 1960 el investigador noruego Helge Ingstad y su esposa, la arqueóloga Anne Stine Ingstad, encontraron unas elevaciones cubiertas de hierba identificadas en un principio como una construcción aborigen, pero tras una serie de excavaciones y estudios concluyeron que se trataba de los restos de un asentamiento de origen europeo. El lugar fue designado Sitio Histórico Nacional de Canadá en 1968 y Patrimonio de la Humanidad por la UNESCO en 1978. Es el único asentamiento europeo precolombino confirmado en Norteamérica fuera de la isla de Groenlandia.
El asentamiento estaba formado por al menos ocho edificios: tres viviendas, una forja, un aserradero para abastecer a un astillero y tres almacenes. El mayor de los edificios medía 28,8 metros de largo y 15,6 de ancho, y estaba dividido en varias habitaciones. También se documentaron un centenar de objetos de manufactura típicamente vikinga, entre los cuales se hallaron varios utensilios de costura, que indicaban la presencia de mujeres en el asentamiento. Estos indicios, unidos a la datación del yacimiento (a principios del siglo XI), hacen posible la idea de haber localizado Leifsbúðir (asentamiento erigido por Leif Erikson) o Straumfjörð (asentamiento establecido por Thorfinn Karlsefni), en la región mítica de Vinland, descrita en las sagas nórdicas que se escribieron en el siglo XIII.

## Asentamientos preeuropeos
Antes de la llegada de los nórdicos, hay evidencia de ocupaciones aborígenes en el área de L'Anse aux Meadows, la más antigua data de hace aproximadamente 6.000 años. Ninguna fue contemporánea de la ocupación nórdica. La más prominente de estas ocupaciones anteriores fue la del pueblo de Dorset, que precedió a los nórdicos en unos 200 años (desde el siglo VI al IX).

## Datación y descripción
El asentamiento nórdico en L'Anse aux Meadows en un primer estudio se estimó que data de hace aproximadamente 1000 años (la datación por carbono se estima entre 990 y 1050 d. C.) una evaluación que concuerda con la datación relativa de los tipos de artefactos y estructuras, un posterior estudio publicado en Nature de 2021, el cual utilizó varios análisis de radiocarbono de muestras de anillos de árboles y evidencias de la anomalía en las concentraciones atmosféricas de carbono 14 en el año 993, identificó el año 1021 como una fecha de actividad nórdica en L'Anse aux Meadows.
Hoy en día, el área se compone principalmente de tierras abiertas y cubiertas de hierba, pero hace 1000 años había bosques que eran convenientes para la construcción de botes, la construcción de viviendas y la extracción de hierro. Se encontraron los restos de ocho edificios (etiquetados de A – J), que habrían sido construidos con césped colocado sobre un marco de madera. Sobre la base de los artefactos asociados, los edificios se identificaron como viviendas o talleres. La vivienda más grande (F) medía 28,8 m × 15,6 m (94 pies × 51 pies) y constaba de varias habitaciones. Tres edificios pequeños (B, C, G) pueden haber sido talleres o viviendas para la tripulación o los esclavos de menor categoría. Los talleres se identificaron como una herrería de hierro (edificio J) que contiene una forja y escoria de hierro, un taller de carpintería (edificio D), que generó escombros de madera y un área especializada en reparación de embarcaciones que contiene remaches gastados.
Otras cosas encontradas en el sitio consistieron en artículos nórdicos comunes y cotidianos, incluida una lámpara de aceite de piedra, una piedra de afilar, un alfiler de bronce, una aguja de tejer de huesos y parte de un eje. Las pesas de piedra, que se encontraron en el edificio G, pueden haber sido parte de un telar . La presencia del huso y la aguja sugiere que tanto mujeres como hombres habitaban el asentamiento.
No hay forma de saber cuántas personas vivían en el sitio en un momento dado; La evidencia arqueológica de las viviendas sugiere que tenía capacidad para albergar de 30 a 160 personas. La población total de Groenlandia en ese momento era de aproximadamente 2500, lo que significa que el sitio de L'Anse aux Meadows era menos del 10 por ciento del asentamiento nórdico en Groenlandia. Como señala Julian D. Richards: "Parece muy poco probable que los nórdicos tuvieran recursos suficientes para construir una serie de asentamientos de este tipo".
Los restos de comida incluyeron nueces, que son importantes porque no crecen naturalmente al norte de Nuevo Brunswick. Su presencia probablemente indica que los habitantes nórdicos viajaron más al sur para obtenerlos.
Existe evidencia que sugiere que los nórdicos cazaban una variedad de animales que habitaban el área. Estos incluían caribú, lobo, zorro, oso, lince, marta, todo tipo de aves y peces, focas, ballenas y morsas. Esta zona en la actualidad ya no es rica en caza debido en gran parte a los duros inviernos, obligando la migración hacia el sur mientras el viento, la nieve profunda y las capas de hielo cubren el área. Estas pérdidas hicieron que los duros inviernos fueran muy difíciles para los nórdicos en L'Anse aux Meadows, lo cual respalda las creencias de los arqueólogos de que el sitio fue habitado por los nórdicos durante un tiempo relativamente corto. 

### Posible asentamiento temporal
Eleanor Barraclough, profesora de historia y literatura medieval en la Universidad de Durham, sugiere que el sitio no era un asentamiento permanente, sino una instalación temporal de reparación de botes. Ella señala que no hay hallazgos de entierros, herramientas, agricultura o corrales de animales, lo que sugiere que los habitantes abandonaron el sitio de manera ordenada. Según un estudio de la Academia Nacional de Ciencias de Estados Unidos en el 2019, es posible que haya habido actividad nórdica en L'Anse aux Meadows durante un siglo.

## Leyenda algonquina
L'Anse aux Meadows puede estar relacionado también con la leyenda algonquina del Reino de Saguenay, poblado por una raza de hombres rubios, ricos en pieles y metales.